# 学园偶像大师
《学园偶像大师》是一款由万代南梦宫娱乐和CyberAgent子公司QualiArts共同开发运营的偶像大师系列下的智能手机音乐养成游戏，简称。于2024年5月16日开始投入运营。

## 概述
2023年7月25日，万代南梦宫娱乐在Niconico直播进行的本系列18周年纪念直播节目上宣布新企畫项目，以手机游戏为载体展开，是該系列的第六作。
2024年3月5日发布该新企畫的介绍PV，公开了游戏标题、偶像角色、游戏内视觉效果以及负责角色配音的声优阵容；与以往基于艺人事务所为故事背景不同，该新策划以名为“初星学园（初星学園）”的偶像培育学校为背景，这也是本系列首次以学校为故事背景。PV发布同日开始接受游戏预注册登记。
2024年12月12日，在官方Youtube頻道的直播中提到將會推出PC版；預定於隔年3月18日正式上線。
2025年6月17日，小美野日出文宣布將辭去製作人職務，往後將由山本亮及佐藤大地接替。

## 游戏系统
玩家作为制作人（プロデューサー）身份入读初星学园的高年级部门，培育低年级部门的偶像角色，在日常的学校生活中对偶像进行训练以提升其歌唱（ボーカル）、舞蹈（ダンス）和视觉表现（ビジュアル）的能力值，这些能力值会影响其在Live演出的表现形式，制作人小美野日出文提到对应成长阶段会有6种不同表现形式。
在作品媒体发布会上提到，偶像角色的立体模型多边形面数达到6万个，小美野日出文认为本作主要以单人演出为主而非团体演出，所以能将所有资源集中在单一角色上，从而使偶像角色描绘得淋漓尽致，为表演提供高质量的画面；在Twitter上有网友翻查其他类似游戏的相关介绍，发现这比《偶像大师 百万人演唱会！ 剧场时光 》（1万多个）、《賽馬娘 Pretty Derby》（2万多个）的还要多，意味着该游戏的角色立体模型更加精细。

## 登场角色
故事背景“初星学园”是初中、高中、职业学院一体的私立学园，也是日本最大的偶像培育学校，学生毕业后可以加入学校附属的娱乐制作公司工作。高中分为普通班和偶像班、初中只有普通班但有偶像训练课程、职业学院有制作人专业。其中玩家扮演的制作人是该专业的学生。

### 高中部学生
2024年3月5日介绍PV中披露了至少有9名可培育偶像角色，其中当时公开了3名角色的完整信息。其余6人已安排在之后的介绍视频中公布。
花海咲季（配音：长月葵）
以第一名考入学园的新生，曾经是运动员，性格好胜不服输，小时候就被称为神童。
月村手（配音：小鹿奈绪）
被称为初中部第一偶像的前精英，看上去冷静、坚忍、愤世嫉俗，但实际被宠坏、懒惰、容易给人麻烦的双面性格。
藤田言音（配音：飯田光）
梦想成为“赚钱的偶像”，希望从此一劳永逸地生活，见钱眼开的性格。由于家中有很多弟妹，需要经常打工来帮补家用，也就是她对赚钱的执念来源。
姬崎莉波（配音：薄井友里）
善良、懂事、会照顾人、拥有成熟气质的三年级生，在学生会担任秘书。
紫云清夏（配音：凑宫）
经常逃课，对学习态度不认真，顽皮的孩子。但精力充沛、性格开朗，与任何人都能相处融洽。入学前就擅长芭蕾舞，并希望和自己的挚友莉莉亞能成为偶像。
篠澤廣（配音：川村玲奈）
充满神秘气息的少女，14岁大学毕业后反跳级回到高中一年级的学生，但体力和运动神经都不太好，以挑战“艰苦的训练”和“不顺利的事情”为乐的怪人。成为偶像的理由是认为“这不适合自己”。
葛城莉莉亞（配音：花岩香奈）
来自瑞典的日瑞混血留学生，瑞典語名字為Lilja Katsuragi，性格胆怯，总是显得缺乏自信，但擁有为了达成目标而努力的决心，对偶像有着真诚的崇拜之心。在清夏去瑞典学习芭蕾舞时相识，两人也相约定一起登上偶像的舞台。
仓本千奈（配音：伊藤舞音）
校长朋友的孙女，富家千金，自小娇生惯养。入学考试时成绩垫底，但性格天真纯朴，不介意自己成绩不佳，怀着成为“受人尊敬的偶像”的梦想而考入学园。
有村麻央（配音：七濑䌷）
立志成为英俊帅气偶像的三年级生，同时也是偶像班宿舍的管理员；在学校被后辈们称为“小王子”。曾经是童星，从小梦想成为歌剧明星。
花海佑芽（配音：松田彩音）
花海咲季的妹妹，通过递补入学，和姐姐一样曾经是运动员，性格活泼，十分喜欢和尊敬姐姐，同时也将姐姐视为竞争对手。2024年6月1日也实装为可培育的偶像角色之一。
根据制作人员的访谈，策划初期时，编剧伏见司是以佑芽作为主人公角色而咲季作为最终反派对手设计，但制作人小美野日出文希望为策划带来更颠覆性的改变，所以将两人角色对调，以体现咲季初期才能横溢却缺乏上升空间的努力型天才，并且通过玩家培育来描绘角色成长的特质。
秦谷美铃（配音：春咲暖）
按照自己的节奏行事的悠闲女孩，像姐妹或女儿一样爱护和珍惜被她宠坏的最好朋友手毬，和手毬自小认识，并组建过组合“SyngUp!”；现时为学生会会计。2025年5月16日實裝成為可培育角色。
十王星南（配音：陽高真白）
初星学园校长的孙女，也是初星学园的学生会长，被称为“学园第一偶像”。从小就接受偶像精英培训，有着“发现偶像才能”的独到眼光；对琴音很感兴趣，但又与她保持距离。游戏运营半周年期间实装为可培育偶像角色。

### 其他
十王邦夫（配音：大塚明夫）
初星学园的校长。
根绪亚纱里（配音：古贺葵）
初星学园的老师，角色为制作人（玩家）的班主任，游戏过程中充当玩家的游戏系统导引角色。
歌唱训练员、舞蹈训练员、视觉表现训练员（配音：田中美海、若井友希、芹澤優）

贺阳燐羽（配音：浅见香月）
在手的故事剧情中出现，初中时与手毬、美铃组建过组合“SyngUp!”，后来因为争执而解散，没与另外两人和好。后续转校至剧情对手学校极月学园而在主线剧情中登场。
真城优（配音：村田绫香）
普通科二年级生，初星学园广播部部长，同时是本作广播剧目《初星学园放送部》主持人。
雨夜燕（配音：天音缘）
学生会副会长，拥有与实力相应的自豪感并且态度傲慢，作为校园第二名的偶像，宣称总有一天要超过自己青梅竹马的星南成为校园第一名偶像。

## 延伸媒体

### 演唱会
本系列的第一场专属演唱会“学园偶像大师 出道演出初旅程”计划于2024年8月举行。

### 漫画
2024年5月8日宣布，由《请在T台上微笑》作者猪之谷言叶创作的以藤田琴音为主角的改编漫画，将于《周刊少年Champion》上连载。
第一集單行本於2025年2月7日發售，書名為《學園偶像大師 GOLD RUSH 第一卷》。

### 廣播節目
廣播節目《初星学园音乐部》于2024年5月18日在Apple Music上线，由主持。

## 评价
据Oricon数据显示，《学园偶像大师》发售首周便位列App Store平台免费游戏周下载量排行榜第一位。
2024年11月，获得“Google Play Best of 2024”最佳游戏奖。

## 備註
1. ↑  過去在官方Youtube頻道上曾將其譯為“藤田琴音”[19]。在《周刊Fami通》第1849号（2024年5月30日）相关采访中提到，原本计划使用汉字名“言音”，但姓名测试的结果不好，所以改为平假名名字。最新在bilibili官方账号的视频中，中文译名确定为“藤田言音”。